# لوما (ایزد)

لوما خدایی بین‌النهرینی بود که به صورت جنگجو و یا کشاورز تصویر می‌شد.

## نام
خوانش نام او dLUM-ma همراه با قطعیت نیست، با این حال Lumma (dLum-ma) به شکل گسترده‌ای در ادبیات آشورشناسان به کار می‌رود. در گذشته، احتمال می‌دادند که Ḫumma خوانش  قابل قبولی باشد. این عدم قطعیت به نامهای تئوفوری که دارای عنصر dLUM-ma هستند نیز کشیده شده و منجر به املایی چون Ur-LUM-ma شده است.
برای نام لوما ریشهٔ سومری و سامی یا طبقه واژگانی همگی مطرح شده‌اند.

## شخصیت
لوما خدایی جنگجو بود و گرز را به او نسبت می‌دادند. او را همچنین یک کشاورز توصیف می‌کردند.
لوما همچنین بر ضد موجودات فراطبیعی مضر فراخوانده می‌شد.

### لوما در جایگاه پادشاه خداشده
تورکیلد یاکوبسن مطرح کرد که لوما نماد خدا شدن یک پادشاه تاریخی به نام ایناتوم در لاگاش است.

## ارتباط با سایر خدایان
لوما اغلب با Ḫadaniš در ارتباط بود و هر دو را می‌شد udug E2-kur-ra («نگاهبانان اکور») توصیف کرد. در این جایگاه، آنها در حلقه خدایان مرتبط با انلیل بودند.